# Matobo (Botswana)
Matobo – wieś w Botswanie w dystrykcie Central. Według spisu ludności z 2011 roku wieś liczyła 1136 mieszkańców.